# Junonia oenone
Junonia oenone je druh motýla z čeledi babočkovití s přirozeným výskytem v subsaharské Africe, jižní Arábii (dnešní Jemen) a na Madagaskaru.

## Popis

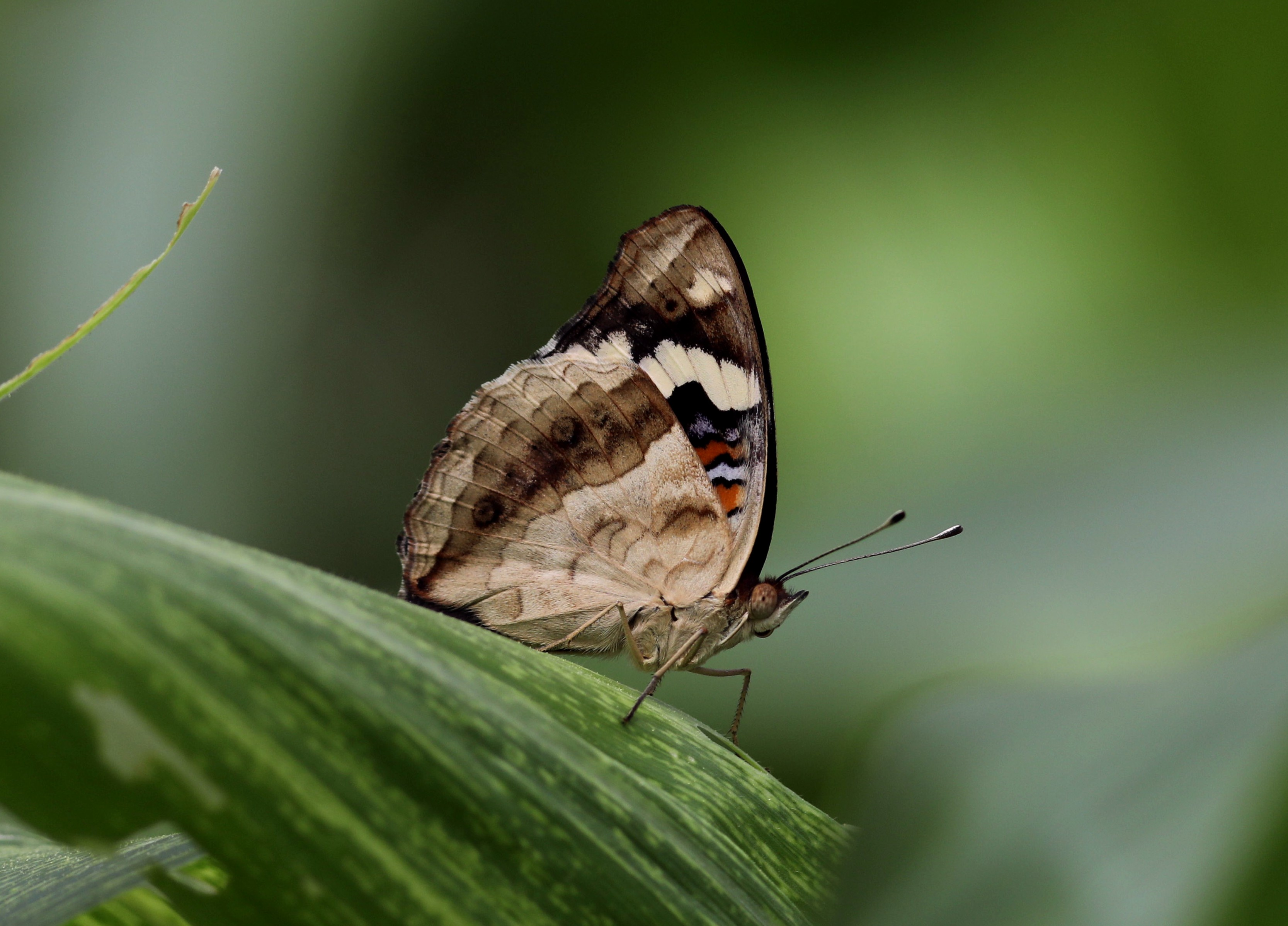
Spodní strana křídel

Rozpětí křídel tohoto druhu je 4–5 cm. Horní plocha předních křídel je černá s bílými skvrnami na horním okraji. Horní plocha zadních křídel je také černá s bílými skvrnami na vnějším okraji a charakteristickou velkou skvrnou, která je u samců modrá, zatímco u samic je spíše matně fialová. Spodní strana předních křídel je zbarvená do hněda s bílými skvrnami odpovídajícími těm na horní ploše. Spodní plocha zadních křídel je téměř jednolitě hnědá.

## Výskyt
Tento druh primárně obývá savany, ale dokázal se přizpůsobit různým dalším prostředím. V současnosti je běžný i v křovinách, mýtinách, v deštných pralesích, travnatých svazích, parcích a městských zahradách.
Dospělci létají po celý rok, ale nejčastěji jsou k vidění na jaře a na podzim, a to během nejteplejších hodin dne. Samečci jsou velmi teritoriální a často honí další druhy motýlů na svém území.

## Poddruhy

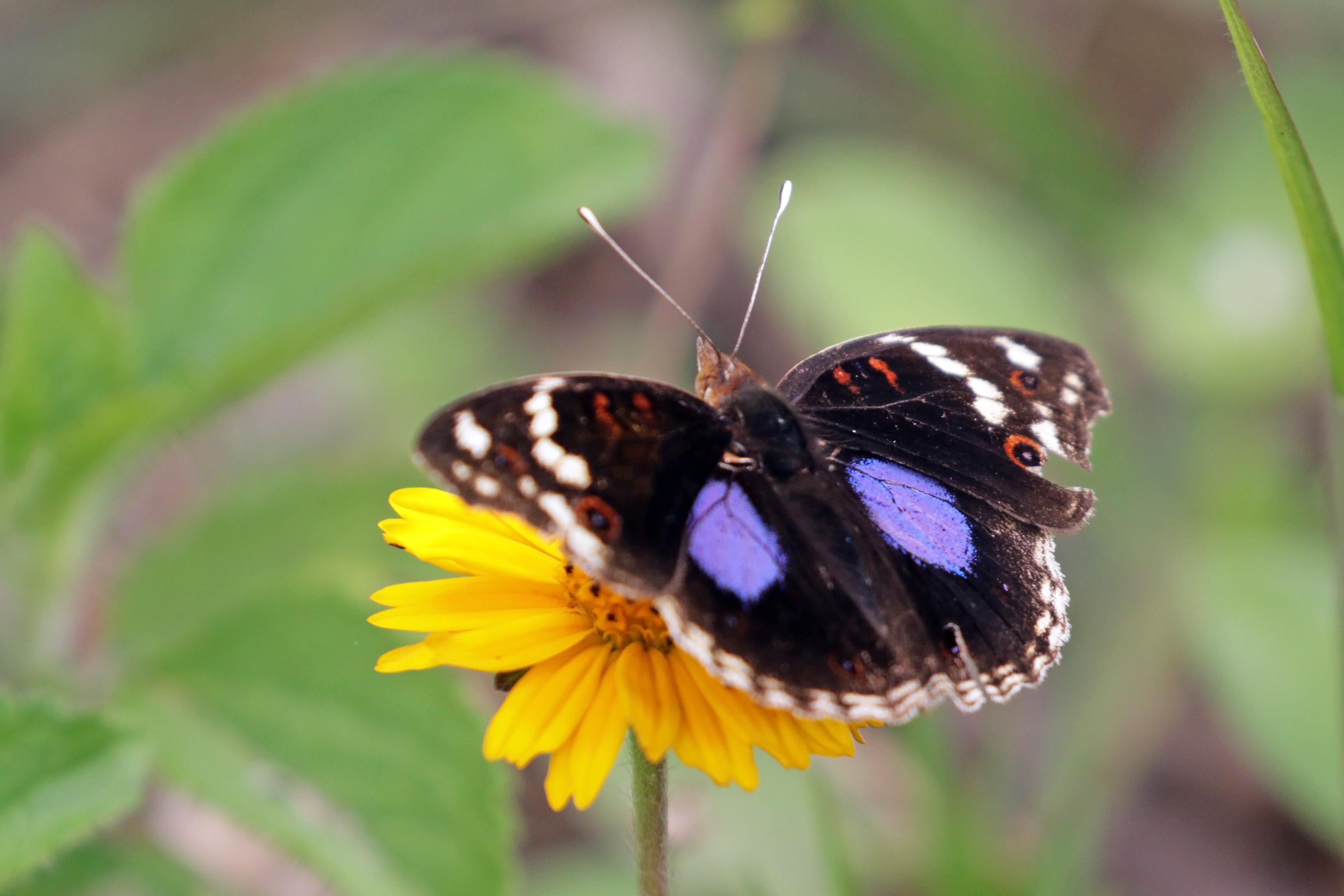
Junonia oenone ssp. epiclelia

Junonia oenone má 2 uznávané poddruhy:
- Junonia oenone ssp. epiclelia – Madagaskar
- Junonia oenone ssp. oenone – nominátní poddruh; subsaharská Afrika